# 2012年夏季奧林匹克運動會自由車女子公路個人計時賽
2012年夏季奧林匹克運動會自由車比賽的女子公路個人計時賽项目于2012年8月1日在倫敦举行。共有来自16个国家和地区的24名选手参加比赛。

## 比賽成績
| 排名 | 選手                          | 時間     |
| ---- | ----------------------------- | -------- |
| 金牌 | 克丽斯廷·阿姆斯特朗（美国）   | 37:34.82 |
| 銀牌 | 尤迪特·阿恩特（德国）         | 37:50.29 |
| 銅牌 | 奥莉加·扎别林斯卡娅（俄罗斯） | 37:57.35 |
|      |                               |          |

## 外部連結
- 官方网站